# Maestro-kort
Maestro-kort är ett debetkort utgivet av MasterCard sedan 1991. Kortet är ett så kallat online-kort, vilket innebär att kortet i princip är omöjligt att övertrassera.
Logotypen består av två lika stora cirklar som överlappar varandra. Den högra cirkeln är blå och den vänstra är röd (tidigare det omvända). Där cirklarna möts är det lila. I vit text mitt över cirklarna står texten Maestro. Varumärket ägs av Maestro International Incorporated, Delaware USA.
Maestro-kortet kan ses som MasterCards variant på Visa Electron.
Den 1 juli 2023 började Maestro att avvecklas i Europa. Europeiska banker behövde då ersätta med ett nytt kort, oftast Mastercard Debit. Vissa banker utfärdade ett nytt när det gamla gått ut eller spärrats, medan andra banker utfärdade ett nytt kort direkt.